# 磯部豊直
磯部 豊直（いそべ とよなお）は、戦国時代から江戸時代初期にかけての武将。

## 生涯
但馬国朝来郡磯部庄の武将・山名煕氏（上総介、山名煕康の子）の子として誕生。山名勝豊を祖とする因幡山名氏の一族。初名を山名康氏。
惣領家（但馬山名氏）・山名祐豊により北丹波の夜久野城主に封じられた。元亀2年（1571年）、主君・祐豊に従って中丹波に侵攻、足立氏の山垣城を落城させた（黒井城の戦い）。
山名惣領家が因幡国八頭郡への移封後は織田信長の家臣・羽柴秀吉に直接仕え、天正8年（1580年）の因幡平定を目的とする鳥取城攻めの軍に加わり、景石城に入った。ところが、毛利方であった山名豊国が攻めて来くると、同族での争いを嫌い、景石城から退却した。天正9年（1581年）に豊直ら諸将の攻撃により鳥取城が落城。これにより因幡平定が完了すると、秀吉の家臣・木下重堅の属将を命ぜられ、因幡国智頭郡3,000石が与えられることとなり、景石城の城主となった。その後、秀吉が天下人になり、その子・豊臣秀頼の治世下でも景石城周辺の領主として栄えたとされている。
慶長5年（1600年）の関ヶ原の戦いでは中立を保ったものの、西軍に属したとの讒言により智頭領を除封となった。その後は鹿野城の亀井茲矩に500石で招かれ鹿野へ移住したが、亀井氏が遠く石見津和野藩に転封されると鹿野に残り後に京都へ移住した。
京都で死去したと伝わるが、没年など詳しいことは不明。晩年は極貧に喘いでいたと伝わる。